# Temporada 1912-1913 del Liceu
| Temporada 1912-1913 del Liceu |                     |                  |                   | |                                               |                                                     |
| Òpera                         | Compositor          | Director musical | Director d'escena | Papers principals | Producció                                     | Dates                                               |
| Siegfried                     | Richard Wagner      |                  |                   | Tina Alasia, Margot Kaftal, Charles Rousselière, Gaetano Pini Corsi, Luigi Silvetti, Adolfo Pacini, Emilio Sesona |                                               | novembre                                            |
| Die Walküre                   | Richard Wagner      |                  |                   | Tina Alasia, Luigi Rossato, Esmeralda Pucci, Charles Rousselière |                                               | novembre                                            |
| Un ballo in maschera          | Giuseppe Verdi      | Giulio Falconi   |                   | Amador Famadas, Riccardo Stracciari (23, 24 novembre), Luigi Silvetti (28 novembre; 1 desembre), Margot Kaftal, Tina Alasia, Maria Gelcich, Ramon Bataller, Emilio Sesona, Conrad Giralt, Antoni Corts (Cortis), Marià Mayral |                                               | 23, 24, 28 novembre / 1 desembre                    |
| El barber de Sevilla          | Gioachino Rossini   | Giulio Falconi   |                   | Romano Ciaroff, Josep Balcells, Elvira de Hidalgo, Riccardo Stracciari/Adolfo Pacini/Titta Ruffo, Luigi Rossato, Vicenç Gallofré, Enriqueta Casas |                                               |                                                     |
| Rigoletto                     | Giuseppe Verdi      | Giulio Falconi   |                   | Romano Ciaroff (novembre; desembre) / Manfredi Polverosi (10 gener), Domenico Viglione-Borghese (novembre; 1 desembre) / Luigi Silvetti (5 desembre) / Adolfo Pacini (24, 26 desembre) / Titta Ruffo (10 gener), Mercè Llopart (debut), Emilio Sesona, Sra. Bianchi (novembre; 24, 26 desembre) / Tina Alasia (1, 5 desembre) / Matilde Blanco Sadun? (10 gener?), Luigi Rossato |                                               | 27 novembre, 1, 5, 24, 26 de desembre i 10 de gener |
| Roméo et Juliette (en italià) | Charles Gounod      | Giulio Falconi   |                   | Zina Brozia, Romano Ciaroff, Adolfo Pacini, Antoni Cortis, Mercè Farry |                                               | 7, 8, 10, 12, 22 de desembre i 3 i 12 de gener      |
| Werther                       | Jules Massenet      | Giulio Falconi   | Juan Villaviciosa | Guillaume Ibos (desembre; 11, 19 gener), Romano Ciaroff (4, 5 gener), Adolfo Pacini, Conrad Giralt, Vicenç Gallofré, Antoni Corts (Cortis), Emili Bastons, Maria Verger (desembre; 19 gener), Louise Pierrick (4, 5, 11 gener) |                                               | 28 desembre, 4, 5, 11 i 19 de gener                 |
| Die lustige Witwe             | Franz Lehár         | Edoardo Buccini  |                   | Luigi Consalvo, Marta Morini, Giuseppe Zoffoli, Maria Ivanisi, C. Ciprandi, Guido Mussi, G. Prestipino, Gianni Podersai, Gaetano Tozzi, L. Passari, I. Del Lago, Ubaldo Orlandi, Giulia Barbera, T. Zanon | Companyia d'òpera còmica Scognamiglio-Caramba | 25 febrer / 2, 6 març                               |
| Aida                          | Giuseppe Verdi      |                  |                   | Alfredo Brondi, Cecilia Gagliardi, Virginia Guerrini, Augusto Scampini, Domenico Viglione-Borghese, Adolfo Pacini, Conrad Giralt |                                               | març                                                |
| La bohème                     | Giacomo Puccini     |                  |                   | Alfredo Brondi, Mercè Llopart, Olga Simzis, Giuseppe Di Bernardo, Domenico Viglione-Borghese, Francisco Molina, Balcells Josep |                                               | març                                                |
| Samson et Dalila              | Camille Saint-Saëns |                  |                   | Alfredo Brondi, Virginia Guerrini, Amador Famadas, Adolfo Pacini |                                               | març                                                |
| El barber de Sevilla          | Gioachino Rossini   | Vicente Petri    |                   | Giuseppe Santarelli, Josep Balcells, Maria Barrientos, Adolfo Pacini, Alfredo Brondi, Vicenç Gallofré, Enriqueta Casas |                                               |                                                     |
| La traviata                   | Giuseppe Verdi      | Giulio Falconi   |                   | Adelina Agostinelli/Maria Barrientos (març), Romano Ciaroff/Nino Grancini,Giuseppe Di Bernardo (març), Riccardo Stracciari/Luigi Silvetti |                                               | març                                                |
| Madama Butterfly              | Giacomo Puccini     | Vicente Petri    |                   | Carme Bau-Bonaplata, Adele Ponzano, Elena Bernardini, Giuseppe De Bernardo, Adolfo Pacini, Vicenç Gallofré, Antoni Corts, Conrad Giralt, Ramon Escuté, Josep Balcells, Ramon Bataller, Adela Gassull, Rosa Balart, Isabella Simoni |                                               | 2, 6, 8 abril                                       |